# Яань
Яань (кит. спр. 雅安市, піньїнь: Yǎ'ān Shì) — місто-округ в китайській провінції Сичуань. 

## Географія
Яань розташовується у центральній частині провінції.

### Клімат
Місто знаходиться у зоні, котра характеризується вологим субтропічним кліматом. Найтепліший місяць — липень із середньою температурою 26.1 °C (79 °F). Найхолодніший місяць — січень, із середньою температурою 6.1 °С (43 °F).
| Клімат Яаня             | Клімат Яаня | Клімат Яаня | Клімат Яаня | Клімат Яаня | Клімат Яаня | Клімат Яаня | Клімат Яаня | Клімат Яаня | Клімат Яаня | Клімат Яаня | Клімат Яаня | Клімат Яаня | Клімат Яаня |
| Показник                | Січ.        | Лют.        | Бер.        | Квіт.       | Трав.       | Черв.       | Лип.        | Серп.       | Вер.        | Жовт.       | Лист.       | Груд.       | Рік         |
| Абсолютний максимум, °C | 17          | 18          | 27          | 31          | 32          | 36          | 35          | 35          | 32          | 28          | 22          | 17          | 36          |
| Середній максимум, °C   | 8           | 10          | 16          | 21          | 23          | 28          | 30          | 29          | 25          | 20          | 15          | 10          | 20          |
| Середня температура, °C | 5           | 7           | 13          | 17          | 20          | 24          | 26          | 25          | 21          | 17          | 12          | 8           | 16          |
| Середній мінімум, °C    | 3           | 5           | 10          | 14          | 17          | 20          | 22          | 22          | 18          | 14          | 10          | 6           | 13          |
| Абсолютний мінімум, °C  | −2          | −2          | 3           | 7           | 11          | 16          | 18          | 17          | 13          | 7           | 0           | −1          | −2          |
| Норма опадів, мм        | 0           | 10          | 20          | 30          | 70          | 100         | 310         | 320         | 120         | 70          | 10          | 10          | 1130        |
| Вологість повітря, %    | 75          | 78          | 77          | 72          | 74          | 75          | 79          | 79          | 80          | 82          | 82          | 81          | 78          |
| ----------------------- | ----------- | ----------- | ----------- | ----------- | ----------- | ----------- | ----------- | ----------- | ----------- | ----------- | ----------- | ----------- | ----------- |
| Джерело: Weatherbase    |             |             |             |             |             |             |             |             |             |             |             |             |             |

## Адміністративний поділ
Міський округ поділяється на 2 райони і 6 повітів:
| Карта                                                                | Карта     | Карта    | Карта            |
| -------------------------------------------------------------------- | --------- | -------- | ---------------- |
| Баосін ① Тяньцюань Юйчен ② Їнцзін Ханьюань Шимянь ① Лушань ② Міншань |           |          |                  |
| Статус                                                               | Назва     | Оригінал | Населення (2020) |
| Район                                                                | Міншань   | 名山区   | 254 632          |
| Район                                                                | Юйчен     | 雨城区   | 368 909          |
| Повіт                                                                | Баосін    | 宝兴县   | 48 040           |
| Повіт                                                                | Їнцзін    | 荥经县   | 131 491          |
| Повіт                                                                | Лушань    | 芦山县   | 99 824           |
| Повіт                                                                | Тяньцюань | 天全县   | 132 033          |
| Повіт                                                                | Ханьюань  | 汉源县   | 285 558          |
| Повіт                                                                | Шимянь    | 石棉县   | 114 116          |

## Економіка

### Енергетика
В окрузі Яань розташована гідроелектростанція Qiāoqì потужністю 240 МВт. Вона є верхньою ступінню великого каскаду гідроелектростанцій на річці Bǎoxìng.